# Dahlen (Altmark)
Dahlen (Altmark) este o comună din landul Saxonia-Anhalt, Germania.
1. ↑  GeoNames